# Atlantis (2009)
Atlantis is een Nederlandse film uit 2009 van Digna Sinke. Het verhaal van de film is ook geschreven door Digna Sinke. De film ging op 16 april 2009 in première en werd vertoond op het Movies that matter festival en geselecteerd voor het Internationaal filmfestival van San Sebastian.
Het genre van de film verwijst naar de toekomst, omdat het verhaal zich afspeelt rond 2030. Deze futuristische film is grotendeels opgenomen op de Zeeuwse eilanden. De titel van Atlantis verwijst naar het eiland in de film, wat voor de hoofdpersoon een droomplek is (het eiland Tiengemeten werd als metafoor voor de opnames gebruikt).

## Verhaal
Het dertienjarige meisje Xenia (Pitou Nicolaes) voelt zich wereldvreemd in het dagelijks leven, zo moet ze meedoen in elke dagelijks ritueel en zich vooral positief uitdrukken (negativisme is uitgebannen en kranten zijn verboden in 2030). Het enige waar de bevolking en staat op gebaseerd zijn, is orde en discipline. Xenia wil uit dit bestaan weg en op een dag mag ze een brief bezorgen bij een vrouw (Annemarie Prins) die in ballingschap leeft op een eiland. Aangekomen leert ze wat levenslessen van de vrouw en wil ze niets liever dan op het eiland verblijven.

## Cast
- Pitou Nicolaes ... Xenia
- Jade Olieberg ... Robin
- Annemarie Prins ... Mevrouw Agnes
- Valerie Bedier de Prairie ... May
- Sigrid ten Napel ... Elise
- Khaldoen El Mecky ... Dhr. Abulkadir
- Cas Enklaar ... Oude Man
- Carla Hardy ... Moeder
- Yorrin Kootstra ... Arnout
- Bert Luppes ... Veerman